# Proyecto El Quevar
El proyecto minero El Quevar se encuentra ubicado a unos 90 km de San Antonio de los Cobres, Departamento de Los Andes, en el oeste de la Provincia de Salta, en la región de la puna argentina.
Abarca una superficie total de unas 67 000 hectáreas, al sudoeste del Nevado de Quevar, a una altitud que varía entre 4300 y 5200 m s. n. m..
La totalidad del proyecto minero El Quevar está incluida dentro de la Reserva provincial Los Andes, un área protegida de 1 444 000 hectáreas creada en 1980 con objeto de preservar la fauna, la flora y el suelo.
Sobre la base de los estudios realizados, se estima que una vez en etapa de producción, El Quevar puede ocupar el quinto lugar de importancia en escala mundial por la magnitud de sus depósitos de plata económicamente explotable.
Paralelamente, las tareas de exploración permitieron detectar depósitos de plomo y zinc.

## Geología y mineralización
En su trabajo “La mineralización epitermal Miocena del complejo estratovolcánico Quevar, Salta” del año 2008, Klaus Robl y su equipo describen:

La geología regional incluye una gran variedad de unidades de edades desde el Precámbrico a reciente. En el valle de Incahuasi, durante el Mioceno Superior, se situó un vulcanismo dacítico a andesítico rico en K, a lo largo del lineamiento Calama-Olacapato-El Toro, que se manifiesta por capas de ignimbritas seguidos por el emplazamiento de grandes estratovolcanes, como por ejemplo el Quevar … La zona de alteración, que se encuentra al SO del estratovolcán, cubre un área de unos 50 km² y aflora sobre una distancia vertical de 1000 m. La mena se halla en vetas, venillas, bolsones y diseminada. Se pueden distinguir dos estadios; el primero se caracteriza por una paragénesis muy compleja de sulfuros y sulfosales de Ag ... 

Se podría considerar que los yacimientos del Complejo Quevar pertenecen al tramo más austral de la gran provincia metalogenética polimetálica del Altiplano asociado con el volcanismo neógeno, de naturaleza calcoalcalina y con edades entre el Mioceno y el Cuaternario.

## Explotación y reservas
A finales del año 2015, el proyecto minero El Quevar no había comenzado aún la etapa de explotación, de modo que la información existente corresponde a los estudios y relevamientos efectuados por los equipos técnicos y proporcionada por la empresa titular de los derechos del yacimiento.
| Recursos  | Tonelaje (millones de toneladas) | Plata (millones de onzas) | Plata eq. (millones de onzas) | Grado Plata (gramos por tonelada) |
| --------- | -------------------------------- | ------------------------- | ----------------------------- | --------------------------------- |
| Indicados | 7,05                             | 32,04                     | 32,04                         | 141                               |
| Inferidos | 6,16                             | 30,17                     | 30,17                         | 5152                              |

Se estima que en etapa de explotación, mediante minería a cielo abierto y subterránea, El Quevar tendrá una producción de 800 toneladas anuales de plata.